# Markus Traber
Markus Traber (* 26. Juni 1946 in Bern; † 23. Mai 2010 in Worb) war ein Schweizer Liedermacher und Mitglied der Berner Troubadours.

## Leben
Markus Traber war gelernter Buchhändler. Er betrieb ab 1985 sein eigenes „Büro für fast alles“, wo er Aufträge (fast) aller Art entgegennahm. Dazu arbeitete er auch als Fotograf, Journalist und bildender Künstler. Er leitete das von ihm initiierte und am 12. Dezember 2007 eröffnete Kleintheater Braui in Worb.
Er war mit der Schriftstellerin Barbara Traber verheiratet; ihre gemeinsame Tochter Nina ist Tänzerin.
Traber starb an Pfingsten 2010 in Worb an Herzversagen.

## Diskografie

### Eigenständige Veröffentlichungen
- Berner Troubadour, 17-cm-EP, Eigenverlag, 1966
- Ching hei si gnue. Vertonte Gedichte von Heinz Stalder, 17-cm-Single, Benteli Verlag, Bern 1971
- Äne däne disse, LP, Traber Verlag, Bern 1975
- Näht mr se wäg, Eigene Chansons und vertonte Gedichte von Carl Albert Loosli, LP, Schnoutz Records/Phonogramm 1977
- Masch di bsinne, LP, Phonag 1986
- Mängisch grännisch anschtatt zlache, CD, Eigenverlag 1993
- Ohni Rücksicht uf Verluschte, CD, Eigenverlag 2000
- Im Paradies gits doch ke Wy..., Vertonte Gedichte von Carl Albert Loosli, CD, Eigenverlag 2005
- S=chPublikationen Löcher, CD, Eigenverlag 2006

### Mit denBerner Troubadours
- Berner Troubadours – Live, LP mit Chansons von allen sechs Troubadours, Zytglogge (zyt 16), Gümligen 1971 (CD: zyt 4016)
- Alti Hüet, LP mit Live-Aufnahme ihres „Nostalgieprogramms“ (Krebs, Stirnemann, Stuber und Traber) vom 18. September 1978 in Bern, Zytglogge (zyt 39), Gümligen 1978
- Das Konzert, 2 LPs (bzw. CDs) mit Live-Aufnahme ihres Jubiläumsprogramms vom 27. November 1985 im Stadttheater Bern, Zytglogge, Gümligen 1986 (CD: zyt 4052)
- Das neue Programm, CD mit Live-Aufnahme (Krebs, Stirnemann & Traber) vom 16. Mai 1991 in der Mahogany-Hall in Bern, Zytglogge (zyt 4067), Gümligen 1991
- 30 Jahre – Altes, Älteres, Neueres und Neues, 2CDs mit Live-Aufnahme vom 19. November 1995 aus dem Stadttheater Bern, Zytglogge (zyt 4076), Gümligen 1996
- Gäng wie gäng – Programm 2000, 2 CDs, live aus der Capella in Bern (La Cappella LIVE DCD), Bern 2000
- 40 Jahre Berner Troubadours, CD mit Liveaufnahmen aus dem Stadttheater Bern vom 13. Februar und 20. März 2005, Zytglogge (zyt 4095), Gümligen 2005

## Publikationen
- Das Haus. Ein poetisches Fotobuch. Eigenverlag 1987
- Fam. Bär. Ein bärenstarkes Kinderbuch zu Bildern von Jakob Fischer-Hinnen, Erpf, Bern 1989
- Goscinny / Uderzo: Asterix, d Rose u ds Schwärt (Berndeutsche Fassung, zusammen mit Barbara Traber), Emmentaler Druck, Langnau 1991
- Schönes (un)bekanntes Bern. 100 Suchbilder zwischen Bahnhof und Bärengraben, Traber Verlag, Bern 1994